# دائرة برج بونعامة
دائرة برج بونعامة هي إحدى دوائر ولاية تيسمسيلت الجزائرية.